# Harima (Hyōgo)
Harima (播磨町 Harima-chō?) es un pueblo localizado en la prefectura de Hyōgo, Japón. En junio de 2019 tenía una población estimada de 33.735 habitantes y una densidad de población de 3.695 personas por km². Su área total es de 9,13 km².

## Geografía

### Localidades circundantes
- Prefectura de Hyōgo
  - Kakogawa
  - Akashi

## Demografía
Según datos del censo japonés, la población de Harima se ha mantenido estable en los últimos años.
| Año del censo | Población |
| ------------- | --------- |
| 1995          | 33.583    |
| 2000          | 33.766    |
| 2005          | 33.545    |
| 2010          | 33.183    |
| 2015          | 33.739    |